# Rabeca

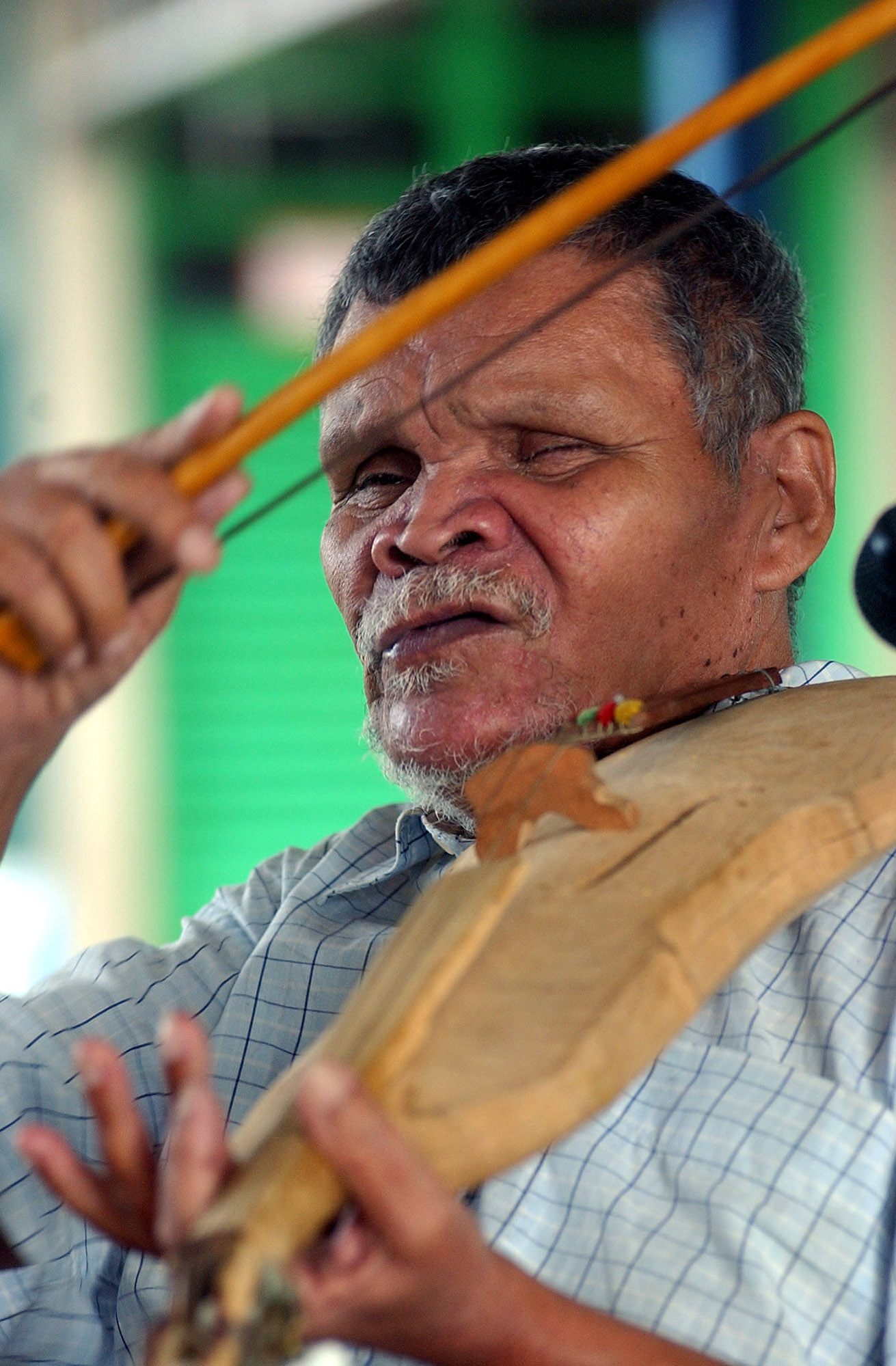
Ejecutante de rabeca en Juazeiro, Ceará, Brasil.

La rabeca o rabeca chuleira es un instrumento musical de cuerda frotada tipo violín de la zona noreste de Brasil y norte de Portugal utilizado principalmente en la música folclórica brasilera denominada forró. Este instrumento es un descendiente de un instrumento medieval denominado rebec.

## Historia
Se cree que la rabeca se originó en la región de Entre-Douro-e-Minho del norte de Portugal, especialmente en la zona de Amarante durante el siglo XVIII.
En la tradición portuguesa, la rabeca chuleira es una versión de escala corta tocada en las bandas de pueblo junto con guitarras o viola braguesa, tambores, triángulos y, ocasionalmente la gaita transmontana o la gaita de gallega. el repertorio consiste de la chula 2/2 y la chamarrita 3/4.
En Portugal, la rabeca chuleira (también denominada rabeca rabela, chula de Amarante, chula de Penafiel o ramaldeira dependiendo de la región es tocada con muy escasas variaciones locales) es en la actualidad ampliamente asociada con el pueblo Minho, Douro Litoral y en alguna medida Beira Litoral. Sin embargo, no posee una popularidad importante en el resto del país y ha sido reemplazado en gran medida por el violín en el folclore portugués.
En la tradición brasilera, la rabeca chuleira es denominada rabeca y no es un instrumento de escala corta a diferencia de su primo portugués. La viola braguesa portuguesa se encuentra relacionada con la viola caipira brasilera. En la música forró, la rabeca es acompañada por lo general por el acordeón, el tambor zabumba y el triángulo. Los tres ritmos de danza del forró son el xote 4/4, el baião, y el arrasta-pé.